# Dizzy
Dizzy je hlavní hrdina legendární série her vydané společností Code Masters. Autory herní série jsou Philip and Andrew Oliverovi, kteří hry programovali společně pod jménem Oliver Twins.
Hlavní hrdina Dizzy je vajíčko. V prvním díle je ještě osamělý, od třetího dílu (Fantasy World Dizzy) mu přibudou přátelé Grand Dizzy, Dylan, Dora, Denzil, Dozy a Dizzyho láska Daisy. Před ukončením celé série pro počítače ZX Spectrum vzniklo několik akčních her s Dizzym v hlavní roli. Poslední hra z celé série (Fantastic Dizzy) byla vydána pouze pro počítače PC a herní systém SEGA.
Po ukončení vydávání této série pro počítače ZX Spectrum vzniklo pro tento počítač ještě několik her v Rusku. Po vydání úplně poslední hry s Dizzym v hlavní roli firmou Code Masters vznikla Petice pro návrat Dizzyho Archivováno 2. 7. 2007 na Wayback Machine..
Ovšem Dizzy není jediné vajíčko, které je hlavním hrdinou her. Dalším takovým hrdinou je Seymour a s ním existuje 6 her od Code Masters.
Code Masters vydali i další adventury, kde hlavní hrdina už není vajíčko. Jsou to například hry Spike in Transylvania, Murray Mouse, Slightly Magic a Vampire.

## Postavy ve hrách
- Dizzy je hlavní hrdina her.
- Daisy je Dizzyho velká láska. Je vždy veselá. V každé situaci má upravené vlasy, podle kterých je možné ji rozeznat od ostatních. Jediným Daisyným problémem je, že je velmi často chycena do pasti zlým čarodějem Zaksem, který ji využívá jako návnadu v pastech na Dizzyho. Poprvé se objevila ve hře Fantasy World Dizzy.
- Danny je Dizzyho sestřenice. Objevila se pouze ve hře Into Magicland.
- Denzil je vajíčko z ulice. Baví ho poslouchat hudbu a hrát hry na svém ZX80. Hudbu nepřestává poslouchat, ani když na něj někdo mluví. Také nosí slunční brýle a baseballovou čepici. Poprvé se objevil ve hře Fantasy World Dizzy.
- Dora je Dizzyho sestra. Nosí mašli ve vlasech. Nemá ráda žáby a tmu. Když je Dizzy na dobrodružné výpravě, spíše než podpora hrdiny ji zajímá nalezení příjemného místa na piknik. Až bude starší chce mít velkou cukrárnu. Poprvé se objevila ve hře Magicland Dizzy.
- Dozy je neustále spící vajíčko. Energie není slovo, které by měl ve svém slovníku. Usne kdekoliv a je velmi obtížné ho vzbudit. Málokdy Dizzymu pomůže, raději ostatní odradí od pohybu. Poprvé se objevil ve hře Fantasy World Dizzy.
- Dylan je tak trochu hipík. Má rád slunce, trávu, květiny a stromy. Spíše než pomáhat při dobrodružství má raději procházky v polích a loukách, mezi květinami a motýly za zpěvu zamilovaných písniček. Jeho zvláštním znamením je klobouk. Poprvé se objevil ve hře Fantasy World Dizzy.
- Grand Dizzy je Dizzyho dědeček. Říká moudrá slova a vede celý Yolk Folk. Vždy má u sebe hůlku. Nosí plnovous. Přestože vypadá starý, má svoje tajemství - oblíbenou letní saunu zvládá stejně dobře, jako ostatní. Poprvé se objevil ve hře Fantasy World Dizzy.
- Poggie je malá myška (Fluffle), miláček země YolkFolk. Má příbytek u domečku Dizzyho. Nikdo si nemůže být jistý, jaké poklady ve svém příbytku schovává. Poggie má darebáckou povahu, kdykoliv se objeví nějaká nepříjemnost, můžete si být jisti, že Poggie není daleko.
- Zaks je zlý čaroděj, nejďábelštější z Dizzyho nepřátel. Vládne zmatku a strachu ze své pevnosti v nebi - hradu Keldor. Zaks má skupinu ďábelských následovníků, kteří jsou v moci jeho černé magie. Ti často pokládají pasti na Dizzyho přátele a drží je v zajetí v Keldoru vědouce že Dizzy je brzy bude následovat. Zaks věří, že s Dizzym ve své pevnosti se mu podaří navždy zničit Dizzyho jako legendárního hrdinu.
- Theodore je dobrý čarodějný skřítek, který přišel na pomoc poté, co Zaks začaroval Dizzyho zemi. Theodore má skvělé čarodějné knihy a mnoho čarodějných (a velmi páchnoucích) přísad, s jejich pomocí provádí svoje úžasná kouzla. Theodore se pokusil naučit Dizzyho trochu čarovat, ale Dizzy vypadal, že má radši výbuchy než kouzla. Theodore se poprvé objevil ve hře Spellbound Dizzy.
- pirát Blackheart je zlý kapitán plavící se po moři. Jeho přátelé ho popisují jako "Krutého, zlého a hnusného". Pod jeho brutálním zevnějškem bije stejně brutální a studené srdce. Na jeho lodi vlaje vlajka s lebkou a zkříženými kostmi, ale Blackheart si přeje aby tato lebka a zkřížené kosti byly Dizzyho.
- strážce paláce stojí na padacím mostě a chrání palác před vstupem nezvaných hostů. Protože se ale v paláci nachází hodně pokladů, které jsou Dizzymu užitečné při jeho dobrodružstvích a šance na jejich získání jsou malé, je nutné strážce paláce nějak přesvědčit, aby Dizzyho do paláce vpustil. Naštěstí je strážce paláce otevřený jednání a několik měšců se zlatými minicemi jsou bezplatnou vstupenou do paláce.
- princ Clumsy je nejméně užitečný dědic trůnu, ale velmi se snaží dělat věci správně. Nikdo ho nemůže nenávidět. Když Clumsy dostane trůn říše, ujistí se, že žádné dva objekty nejsou umístěny blíže než 10 metrů od sebe (tak se může vyhnout nárazu do těchto objektů). Také se stal štvancem banánů, neustále loupe slupku a krmí se jimi dokud jeho královské pozadí nepadne na zem.
- troll Rockwart je nejsilnější z celého trollího pokolení. Trollové bývali dobrými přáteli Dizzyho a celého Yolk Folku. Nyní je čaroděj Zaks očaroval svými černými kouzly, trollové jsou v jeho moci a staví armádu. Za vedení Rockwarta mohou způsobit velmi vážné škody. Jediné věc, které se trollové bojí jsou Flufflové, zejména myška Poggie.
- skřítek Shamus políbil Blarneho kámen, našel více čtyřlístků než kdokoliv jiný a jistě má dar tlachání. Vždy je užitečný. Shamus je dobrý v poskytování vodítek, které Dizzymu pomohou v jeho dobrodružstvích. Ale je to skřítek, je trochu lstivý a před tím, než Dizzimu pomůže, chce vždycky něco na oplátku - obvykle něco, co je velmi obtížné získat.
- majitel obchodu umí tvrdě smlouvat a pravidla jeho obchodu jsou nemilosrdná. Většina obchodů má označení "Otevřeno, vstupte prosím", ale on si říká "Přicházejte dokud máte spoustu peněz a nevadí vám býti ošizený". Ovšem nesnáší Poggie - malého uličníka, který uštipuje a ukusuje jeho koření.
- CJ elephant je původně hrdina her CJ's Elephant Antics a CJ in the USA. Objevuje se ve hře Crystal Kingdom Dizzy.
- zlý Dizzy také nazývaný čertovský Dizzy je Dizzho dvojník, který Dizzymu ztěžuje řešení úkolů při jeho dobrodružstvích. Objevil se ve hře Dizzy - Prince of the Yolkfolk.
- čert pomohl kdysi Zaksovi tím, že vložil jeho život do prstenu a tím se Zaks stal nezranitelný. Aby se toto tajemství nikdo nedozvěděl, Zaks čerta uvěznil. Objevil se v Magicland Dizzy.
- dobrá čarodějka Glenda - objevila se v Magicland Dizzy.
- král ze země od protinožců - objevil se v Fantasy World Dizzy.

## Vydané hry

### Adventury

#### Dizzy - The Ultimate Cartoon Adventure (Dizzy 1)
Úplně první hra z celé série. Úkolem Dizzyho je najít všechny přísady a namíchat kouzelný nápoj. Hra je založena na přenášení věcí na správné místo. V této hře může Dizzy nést pouze jedinou věc.
Hra byla vydána v roce 1986 pro počítače Commodore 64, Amstrad CPC a Sinclair ZX Spectrum.

#### Treasure Island Dizzy (Dizzy 2)
Druhá hra s hlavním hrdinou Dizzym. V této hře musí Dizzy získat loď, aby mohl odplout z ostrova. Proti předcházející hře tato obsahuje méně nepřátel a přibyla možnost nést více věcí najednou. Bohužel Dizzy neumí vybrat věc, která má být položena, položena je vždy věc, která je v seznamu nesených věcí jako první, takže v některých situacích je nutné pořadí věcí, které s sebou Dizzy nese, pečlivě plánovat. Kromě přesnášení věcí musí také Dizzy během hry najít 30 zlatých mincí, z nichž některé jsou schovány za jinými věcmi.
Hra byla vydána v roce 1987 pro počítače Amstrad CPC, Commodore 64, Sinclair ZX Spectrum, NES, Amiga a Atari ST.

#### Fantasy World Dizzy (Dizzy 3)
Dizzy ve fantastickém světě. Oproti předcházejícím hrám se zde objevuje herní novinka, země u protinožců, kde se Dizzy pohybuje hlavou dolů (ovšem ovládání zůstává stejné).
Hra byla vydána v roce 1989 pro počítače Amstrad CPC, Commodore 64, Sinclair ZX Spectrum, DOS, Amiga a Atari ST.

#### Into Magicland (Dizzy 3,5)
Dizzy zjistil, že čaroděj Zaks unesl jeho kamarády do kouzelné země Magicland, kam se musí také dostat, aby je mohl vysvobodit. Jednoduchá hra, která vznikla jako upoutávka na hru Magicland Dizzy. Hra má pouze pět obrazovek (šest včetně poslední obrazovky, která je první obrazovkou Magicland Dizzy) a lze ji dohrát velmi snadno.

#### Magicland Dizzy (Dizzy 4)
Dizzy musí zachránit své přátele z kouzelné země Magicland. Hra obsahuje specialitu, kterou je země za zrcadlem. V ní se Dizzy pohybuje obráceně, takže je nutné ovládat postavu Dizzyho obráceně.
Hra byla vydána v roce 1990 pro počítače Amstrad CPC, Commodore 64, Sinclair ZX Spectrum, DOS, Amiga, Amiga CD32 a Atari ST.

#### Spellbound Dizzy (Dizzy 5)
Nejrozsáhlejší hra z celé série.
Hra byla vydána v roce 1991 pro počítače Amstrad CPC, Commodore 64, Sinclair ZX Spectrum, Amiga, Amiga CD32 a Atari ST.

#### Dizzy - Prince of the Yolkfolk (Dizzy 6)
Dizzy se musí stát rytířem, aby mohl vysvobodit ze spánku svojí milovanou Daisy.
Hra byla vydána v roce 1991 pro počítače Amstrad CPC, Commodore 64, Sinclair ZX Spectrum, DOS, NES, Amiga, Amiga CD32 a Atari ST.

#### Crystal Kingdom Dizzy (Dizzy 7)
Dizzyho úkolem v této hře je najít ukradené poklady. Kromě možnosti doplnit si energii má nyní Dizzy možnost si doplnit i dva životy.
Hra byla vydána v roce 1992 pro počítače Amstrad CPC, Commodore 64, Sinclair ZX Spectrum, Amiga, Amiga CD32 a Atari ST.

#### Fantastic Dizzy
Hra byla vydána v roce 1991 pro počítače DOS, Amiga, Amiga CD32, Sega Mega Drive, Sega Master System a Sega Game Gear.

### Akční hry

#### Fast Food Dizzy
Dizzy v bludišti. Musí sníst co nejrychleji jídlo, které se v bludišti nachází a přitom se vyhýbat nepřátelům. Jedná se o podobný typ hry jako známý Pac-Man. Hra byla vydána roku 1987.

#### Bubble Dizzy
Dizzy byl shozen zlým pirátem na dno moře. Dizzy se tedy musí dostat ze dna nad hladinu. Využít k tomu může bublin, které vznikají na dně moře. Hra byla vydána roku 1990.

#### Panic Dizzy
Dizzy se dostal do továrny, kde musí řídit pás. Ze shora padají různé objekty a Dizzy musí pás nastavit tak, aby objekt mohl pásem volně propadnout. Hra byla vydána roku 1990.

#### Kwiksnax Dizzy
Varianta hry Fast Food Dizzy. Dizzy se opět ocitl v bludišti, kde musí posbírat věci se zde nacházející a vyhýbat se nepřátelům. Hra byla vydána roku 1990.

#### Dizzy Down the Rapids
Zřejmě jediná hra z celé série, která umožňuje současnou hru dvou hráčů. Dizzy (pokud hrají dva hráči současně, tak také Daisy) v sudu sjíždí řeku. Musí se vyhýbat nepřátelům. Hra byla vydána roku 1991.

### Ruské hry
- Dizzy 8: Little Joke
- Dizzy New!
- Last Will Dizzy
- Dizzy X: Journey to Russia
- Dizzy Y: Back to Russia
- Home Iceland Dizzy
- Dizzy A
- Dizzy B
- Dizzy XII: Dizzy Underground
- Return to Magicland

### Jiné neoficiální hry
- Dizzy RPG
- Disco Dizzy - slíbená, nicméně existovalo pouze demo